# I. István moldvai fejedelem

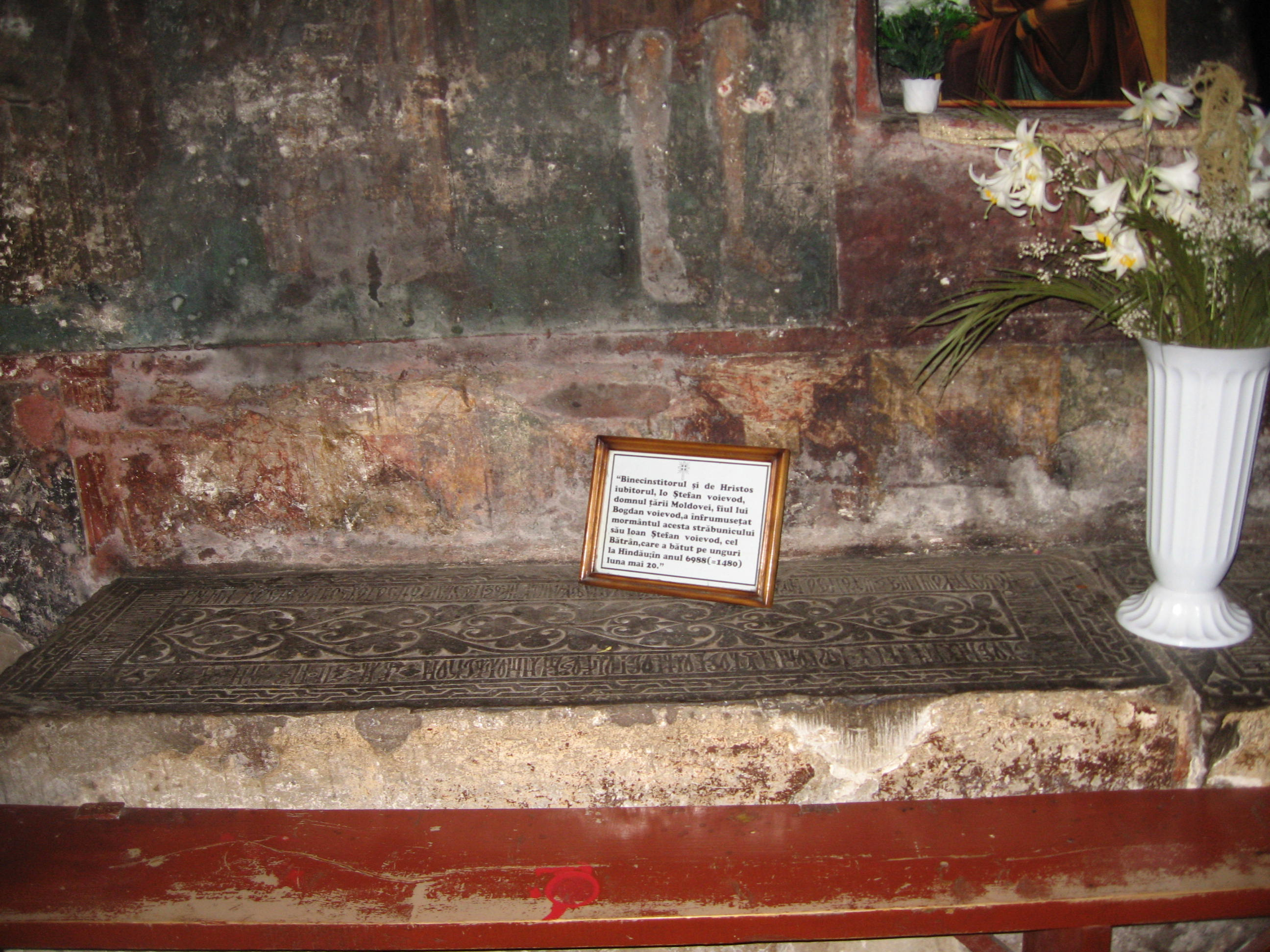
István sírja a Bogdana-i kolostorban

I. István (1364.? – 1399. augusztus 12. vagy november 28.) Moldva fejedelme 1391-től 1392-ig, illetve 1395-től haláláig.
	I. István (1393–1399) a moldvai krónikák szerint hét évig, helyesebben hat évnél valamivel tovább uralkodott. Románnak, a törvényes fejedelemnek a bukása és a kormányváltozással beállt belviszályok Zsigmond királyt arra ösztönözték, hogy újra érvényre emelje a magyar korona jogait Moldvában. 1394-ben hadat vezetett tehát oda és leverte az erős ellenállást. Suceavába, a fejedelmi székhelyre nyomult és hódolásra kényszerítette István fejedelmet, aki ismét adófizetésre kötelezte magát. De az ekkor visszaállított magyar uralom nem sokáig tartott. István bojárjaival már 1395. január 6-án oklevelet állított ki, melyben mint hűbéres a lengyel királynak hódol. Már korábban lemondott a Péternek és Románnak zálogba adott Pokuttyáról. Említi, hogy Ulászló király „segítségével” szerezte meg az uralmat, elismeri a lengyel felsőbbséget és kötelezi magát, hogy a magyar király, a havasalföldi vajda, a török, tatár és orosz, valamint a német lovagrend ellen segítséget ad Lengyelországnak.
	Feltűnő a havasalföldi vajda említése, aki öt évvel azelőtt szövetséget kötött a lengyel királlyal és azt 1391-ben megújította. Meglehet, hogy Mircea már ekkor Moldva belügyeibe akart Román visszahelyezése érdekében avatkozni, a mit később csakugyan megtett. Mindezekkel ellentétben a nikápolyi csatában (1396) Mircea, aki 1395. március óta a magyarok szövetségese, mellett fejedelmükkel együtt a moldvaiak is a keresztény seregben küzdöttek, melyet Zsigmond a török ellen vezetett.
	István uralkodásának jelentős részét a konstantinápolyi pátriárkával folytatott heves egyházi viszálykodás tette ki. Valószínűleg a Koriatowic György által 1374-ben az ohridi pátriárka joghatósága alá helyezett metropolita halála után történt, hogy a konstantinápolyi pátriárka Moldva részére metropolitát nevezett ki és magának követelte a moldvai egyház fölötti joghatóságot. De kinevezettjét, akit 1393-ban említenek először, a moldvaiak nem ismerték el, hanem kiűzték az országból, amire 1394-ben Tirnovóba helyezték át. A viszály okozóiként két moldvai püspököt, Józsefet és Meletiust említik. Az előbbi Asprokastronban (Akkerman) székelt, az utóbbi székhelyét nem említik, de valószínűleg Suceava volt az, a metropolita későbbi székhelye. A viszály következtében a pátriárka a két püspököt nagy egyházi átokkal, az országot interdiktummal, a fejedelmet, a papságot és a népet kis egyházi átokkal sújtotta. Erre István 1395-ben ki akart a pátriárkával békülni. De nem tudta a püspökök elismerését kieszközölni és mind magát, mind a népét is csak akkor mentették föl az átok alól, amikor Péter főesperest, akit a pátriárka exarchául a moldvai egyház kormányzatára rendelt ki, elfogadta. Az egyházi viszály csak 1401-ben, Jó Sándor uralkodása alatt nyert olyan megoldást, hogy Józsefet elismerték Moldva metropolitájának, de a pátriárka joghatósága alatt. A pátriárka, mondja az illető oklevél, meggyőződött, hogy az említett két püspök nem „szerb püspök” volt, akik jogosulatlanul kerültek az országba, hanem helyi születésűek, sőt József rokona volt az uralkodó családnak. E szerint a heves egyházi viszály joghatósági viszály volt, minthogy Moldva Koriatowic György óta az ohridi pátriárkának (amely város ebben az időben a szerb fejedelmek hatalma alatt állt) volt alárendelve, és ebből az okból az ország és a püspökei a konstantinápolyi pátriárka joghatóságát és az onnan kinevezett metropolitát nem akarták elismerni.
	Mint egykor Románt, úgy Istvánt is egy szerencsétlen külső háború buktatta meg. 1399-ben Ulászló parancsára hadba vonult az Arany Horda és a Fehér Horda ellen a havasalföldi sereggel együtt. Csapataival így részt vett abban a hadjáratban, melyet Vitold litván nagyfejedelem a tatárok ellen indított és amely azzal végződött, hogy a lengyel-litván-moldvai sereg 1399. augusztus 12-én a Worskla mellett vereséget szenvedett. Ezt Román arra használta fel, hogy fölkelést kezdeményezzen és megbuktassa Istvánt.